# Hotel Quittner
Hotel Quittner vznikl za Rakouska-Uherska v Moravské Ostravě na rohu ulic Nádražní třída (od 1865 Bahnhof Straße, od 1990 Nádražní ulice) a ulicí Gabelsbergergasse (od 1911 Straßmanngasse, od 1945 Veleslavínova), zahrada sousedila s Elisabeth Gasse (od 1919 Českobratrská). Provozovatelem byla rodina Quittnerů, resp. manželé Johann a Elvina Hotel zanikl na přelomu let 1918 a 1919.
Dne 24. října 1918 jej od hoteliéra Quittnera koupila Českoslovanská sociálně demokratické strana dělnická, vč. vedlejšího domu (vily) a zahrady. Cena za celý soubor nemovitostí byl 600 000 Rakousko-uherských korun. Na částku se složili z větší části členové strany, zčásti byla realizována půjčkami. Strana do tohoto areálu přesunula svou tiskařskou společnost Lidovou knihtiskárnu, komanditní společnost O. M. Štěpánka a spol. v Moravské Ostravě a redakci časopisu Duch Času. Oba subjekty od 17. září 1917 sídlily v Přívoze.
V následujících létech byl objekt přejmenován na Lidový dům. V něm sídlil župní sekretariát strany sociální demokracie, sekretariát D.T.J., sekretariát sociálních demokratických bezvěrců, sekretariát Dělnické akademie, Všeodborový sekretariát a sekretariát Všeúřednického svazu. Byly zde kanceláře Revírní rady horníků, kanceláře Č.T.K., Stavebního družstva a Dělnické záložny. Tiskárna a redakce časopisů: Duch Času, Rudý Kraj, Jednotář a Volné Slovo. Dále 12 bytů, restaurace, kavárna a vinárna, kino Alfa. Některé místnosti v budově využívalo družstvo Budoucnost. V pozdějších letech byla postavena tělocvična a sál.